# Acuífero Puelche

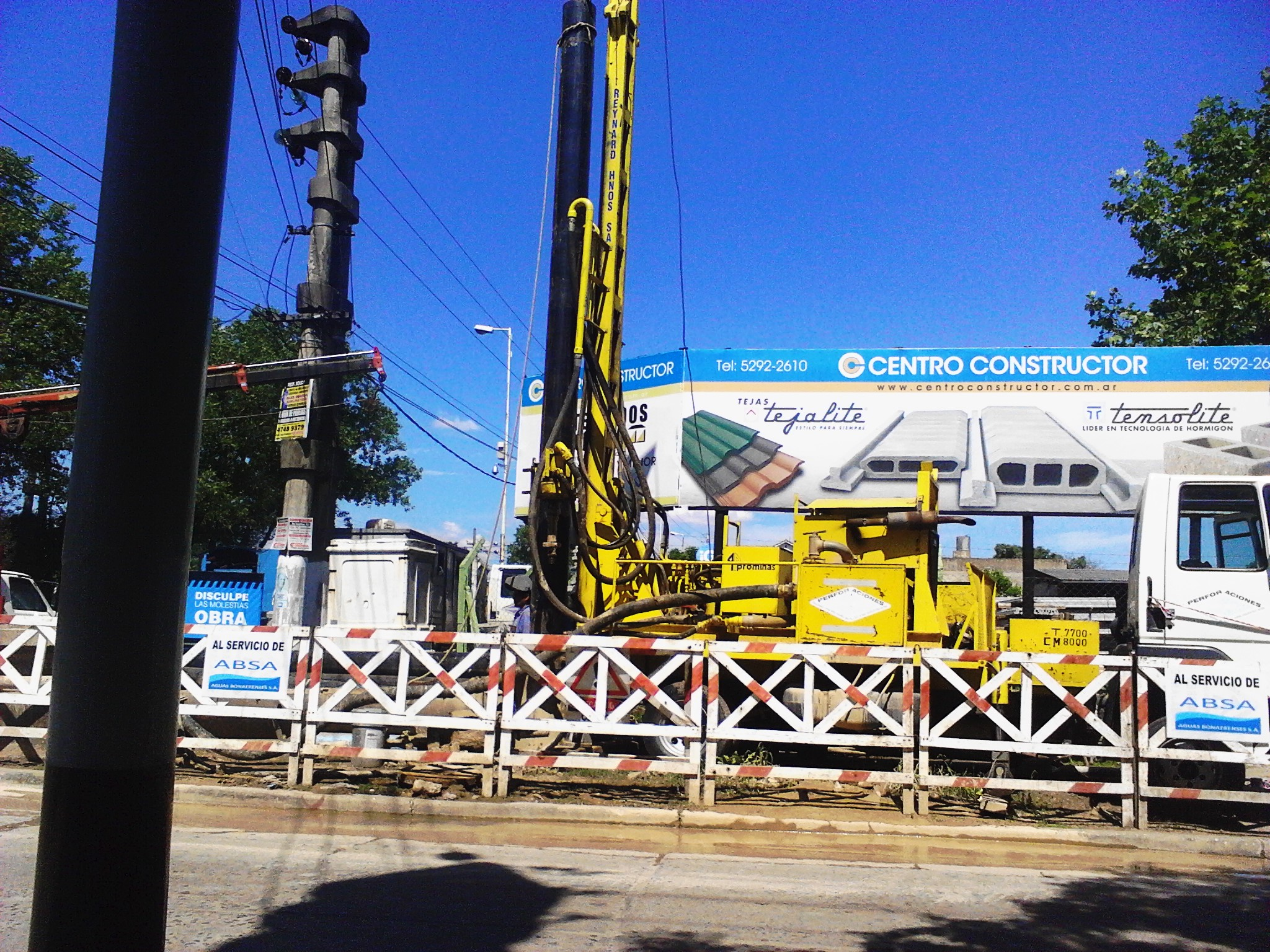
Ejecución de Perforación al Acuífero Puelche

El acuífero Puelche es un yacimiento de agua subterránea confinada por arenas, ubicado en la región pampeana argentina. Almacena 300 billones de litros de agua dulce en una extensión de 230 000 km², bajo parte de las provincias de Buenos Aires, Santa Fe, Entre Ríos, Corrientes y Córdoba.
El acuífero Puelche subyace a la napa freática y al acuífero Pampeano, y se ubica en una profundidad de entre los 40 y 70 metros. Por debajo del Puelche se extiende el 4° acuífero o acuífero Paraná, entre los 70 y 160 metros.

## Dinámica
La recarga del acuífero Puelche se realiza por flujo vertical descendente desde el acuífero Pampeano, que a su vez se recarga por precipitaciones. Esta condición permite que el Puelche reciba también sustancias contaminantes como nitratos, que afectan su calidad. La orientación general del flujo es oeste-noreste, con una desviación hacia el sureste hacia la desembocadura del sistema Matanza-Riachuelo. La magnitud del flujo subterráneo se estima en 9900 m³ diarios, (equivalentes a 3,6 hm³ por año), con una velocidad media de 0,2 m/d.
La ciudad de San Nicolás de los Arroyos sobre el río Paraná, junto con el partido de Berazategui, son una de las poblaciones más grandes abastecidas por este acuífero, el agua inyectada posee características alcalino sódicas bajas -agua dura-, y contenidos de arsénico inferiores a la ley argentina (de 50 ppm) y superiores a la recomendación de la OMS de 10 ppm.
En su parte extrema oriental, principalmente en la zona del gran río y estuario del Río de la Plata el Acuífero Puelche se conecta con el extremo sur del Acuífero Guaraní, tendiendo a afluir por gravedad ambos acuíferos reunidos hacia el mar Argentino

## Fuente
- Artaza, E. 1945. Localización de las fuentes de agua para el abastecimiento urbano en la zona norte de la provincia de Buenos Aires, La Ingeniería, XLX, año 1945, p. 493-499, Buenos Aires

- Datos: Q5657193
- Multimedia: Acuífero Puelche / Q5657193